# Bernardo da Costa (Soldat)
Bernardo da Costa (* 24. Juli 1963; † 22. Mai 2019 in Dili, Osttimor), Kampfname Criz, war ein osttimoresischer Freiheitskämpfer.
Costa stammte aus Manatuto und hatte einen Bruder und eine Schwester. Ab dem 20. August 1975 war Costa Mitglied der Organização Popular da Juventude Timorense (OPJT), der Jugendorganisation der FRETILIN. Ab dem 30. April 1977 engagierte er sich im zivilen Netzwerk der OPJT gegen die indonesische Besatzung im Dorf. Ab 1980 war Costa Mitglied des Consellu Revolusionáriu Rezisténsia Nasionál (CRRN). Am 24. September 1982 schloss er sich der Forças Armadas de Libertação Nacional de Timor-Leste (FALINTIL) an, dem militärischen Widerstand. Er wurde Soldat in der dritten Kompanie. 1999 endete die Besatzung und Costa wurde als Soldat in die Streitkräfte des ab 2002 unabhängigen Osttimors (F-FDTL) übernommen. Er war Soldat in der dritten Kompanie des ersten Bataillons.
Am 11. Januar 2006 übergaben Soldaten Präsident Xanana Gusmão eine Petition, in denen sie sich über die schlechten Arbeitsbedingungen und Beförderungsregelungen, die Bewohner des westlichen Teils Osttimors benachteiligen würden, beschwerten. Bernardo da Costa war der erst Unterzeichner der Petition. Nachdem ihre Proteste zunächst erfolglos waren, desertierten die Petitioners. Der Konflikt wuchs zu einem Konflikt zwischen Osttimoresen aus dem Osten und Westen des Landes. Die Unruhen in Osttimor 2006 forderten schließlich mindestens 37 Tote. 155.000 Menschen mussten aus ihren Häusern fliehen. Durch das Eingreifen der International Stabilization Force (ISF) wurde das Land wieder befriedet, doch blieben die Petitioners zunächst in der Wildnis und weigerten sich, sich zu ergeben. Am 11. Februar 2008 verübten mehrere von ihnen Anschlag auf die Staatsführung, was zur Operation Halibur führte, mit der die Rebellenbewegung beendet werden sollte. Bereits am 21. Februar ergab sich Costa der osttimoresischen Polizei, zusammen mit fünf weiteren Männern. Die Rebellenbewegung brach kurz darauf endgültig zusammen.
Costa wechselte, wie die anderen Petitioners ins Zivilleben. 2017 wurde er Berater der Partidu Libertasaun Popular (PLP) und ihrem Parteienbündnis Aliança para Mudança e Progresso (AMP).
Costa verstarb 2019 im Hospital Nacional Guido Valadares (HNGV). Am 27. Mai wurde er mit militärischen Ehren im Heldenfriedhof in Metinaro beerdigt. Sein Sarg war mit der Flagge Osttimors bedeckt. Neben der Nationalflagge führten die Soldaten die Flaggen der FALINTIL, FRETILIN und der PLP mit sich.